# Alternative Press Music Award for Best Bassist
Der Alternative Press Music Award for Best Drummer, auf Deutsch „Alternative Press Music Award für den besten Bassisten/die beste Bassistin“ ist ein Musikpreis, der seit 2014 bei den jährlich stattfindenden Alternative Press Music Awards verliehen wird. Ausgezeichnet werden Bassisten, die nach Meinung der Leser des Alternative Press die beste Bühnen-Performance auf Konzertreisen oder Musikfestivals absolviert haben. Bisher erhielten drei Künstler jeweils eine Auszeichnung in dieser Kategorie.

## Hintergrund
Am 24. April 2014 verkündete das US-amerikanische Musikmagazin Alternative Press, welches sich auf Punk, Hardcore und deren Subgenres spezialisiert hat, die erstmalige Verleihung der Alternative Press Music Awards. Begründet wurde dies damit, „dass das Alternative Press bereits seit 30 Jahren die führende Stimme in dieser Musik und dem Lebensstil sei und man nun endlich eine Nacht habe, um diesen zu zelebrieren.“
Die erste Awardverleihung fand am 21. Juli 2014 im Rock and Roll Hall of Fame Museum in Cleveland, Ohio statt. Die Leser des Musikmagazins konnten zunächst in zwölf Kategorien für ihre Favoriten stimmen, welche zuvor vom Magazin nominiert wurden. Darunter befand sich auch die Kategorie für den Besten Bassisten/die Beste Bassistin. Im ersten Jahr gewann Jaime Preciado diese Auszeichnung. Im Folgejahr gewann Zack Merrick diesen Preis. 2016 erhielt Skyler Acord von Issues die Ehrung in dieser Kategorie.

## Statistik
Die Auszeichnung ging bisher bei drei Verleihungen an drei verschiedene Künstler. Alle drei bisherigen Preisträger, Jaime Preciado, Zack Merrick und Skyler Acord kommen aus den Vereinigten Staaten. Bisher wurden Zack Merrick, Ryan Neff und Devin Sola am häufigsten in dieser Kategorie nominiert, allerdings konnte keiner in dieser Kategorie gewinnen.

## Gewinner und Nominierte Künstler

### Seit 2014
| Jahr               | Künstler / Band                  | Nationalität       | Weitere nominierte Künstler | Bilder der Künstler  |
| ------------------ | -------------------------------- | ------------------ | --- | -------------------- |
| 2014 21. Juli 2014 | Jaime Preciado (Pierce the Veil) | Vereinigte Staaten | - Zack Merrick (All Time Low) - Pete Wentz (Fall Out Boy) - Ryan Neff (Miss May I) - Devin Sola (Motionless in White) - Jeremy Davies (Paramore)                               | Jaime Preciado, 2013 |
| 2015 22. Juli 2015 | Zack Merrick (All Time Low)      | Vereinigte Staaten | - Kyle Fasel (Real Friends) - Jeph Howard (The Used) - Ryan J. Johnson (Letlive) - Devin Sola (Motionless in White) - Dallon Weekes (Panic! at the Disco)                      | Zack Merrick, 2007   |
| 2016 18. Juli 2016 | Skyler Acord (Issues)            | Vereinigte Staaten | - Ralph Sica (Being as an Ocean) - Ryan Neff (Miss May I) - Matthew Taylor (Motion City Soundtrack) - Ahren Stringer (The Amity Affliction) - Kelen Capener (The Story So Far) |                      |
| 2017 17. Juli 2016 | Fieldy (Korn)                    |                    | - Alex Dean (Architects) - Chris Hinkley (I the Mighty) - Fat Mike (NOFX) - Ryan Scott Graham (State Champs) - Sergio Vega (Deftones)                                          |                      |